# Dymasius lineolatus
Dymasius lineolatus es una especie de escarabajo del género Dymasius, familia Cerambycidae. Fue descrita científicamente por Holzschuh en 2015.
Habita en Laos y Tailandia. Los machos y las hembras miden aproximadamente 9,9-13,3 mm. El período de vuelo de esta especie ocurre en los meses de febrero y marzo.